# Pseudanthias georgei
Pseudanthias georgei là một loài cá biển thuộc chi Pseudanthias trong họ Cá mú. Loài này được mô tả lần đầu tiên vào năm 1976.

## Phân bố và môi trường sống
P. georgei có phạm vi phân bố ở Đông Ấn Độ Dương. Loài cá này được tìm thấy ở vùng biển ngoài khơi phía tây nước Úc, được thu thập ở độ sâu khoảng 130 m.